# Історія освоєння мінеральних ресурсів Австралії

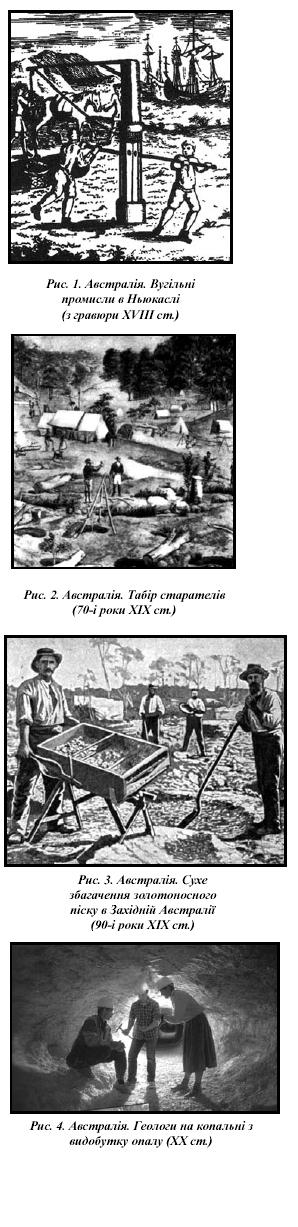

Найдавніші свідоцтва обробки каменя в Австралії належать до епохи верхнього палеоліту. Цікавою особливістю цього регіону є те, що до приходу на континент європейців (XVII ст.) використання мінеральних ресурсів було практично відсутнє.
Гірничодобувна промисловість зароджується в 90-і роки XVIII ст., її поява пов'язана з видобутком вугілля поблизу Ньюкасла в Новому Південному Уельсі. В 40-і роки XIX ст. відкриті родовища мідних та свинцевих руд, в 50-і — золота. Останнє призвело до «золотої лихоманки» на континенті (особливо в штаті Вікторія), на рудниках працювали до 150 тис. старателів. У 1851-1865 рр. родовища в штатах Вікторія і Новий Південний Уельс щорічно давали близько 71 т золота.
Мідь уперше стали добувати в районі Капанда — Барра в Південній Австралії в 1840-х роках. У 1860-і роки Австралія вийшла на 3-є місце у світі з видобутку мідних руд. Тоді ж починають розроблятися вугільні та залізорудні родовища в Новому Південному Уельсі.
У 1872-1873 роках країна стає провідним світовим виробником олова, яке видобували на Тасманії. Наприкінці 80-х років країна займає 1-е місце у світі з видобутком 11 тис. т олова на рік. З відкриттям багатих срібних родовищ Брокен-Гілл в Новому Південному Уельсі у 1882 почався «срібний бум».
У кінці XIX ст. внаслідок відкриття нових родовищ (Калгурлі, Кімберлі, Маунт-Морган) знову пожвавлюється золотодобувна промисловість. Максимальний обсяг видобутку золота (56,7 т на рік) припадає на 1903-1904 рр. В цей час у Лондоні діяли близько 300 кампаній по розробці австралійських родовищ золота. У 1901-1911 рр. видобуто понад 18 % тогочасного світового видобутку золота. На рудниках використовували драги, піскові елеваторні насоси, застосовували технології переробки пісків методами флотації та ціанування.
У 1910-і роки починається інтенсивний видобуток бурого вугілля в штаті Вікторія. Для економічного розвитку Австралії і, зокрема, її гірничої промисловості, особливо велике значення мало створення єдиного ринку після утворення Австралійського Союзу в 1901 р.; зростання трудових ресурсів завдяки широкомасштабній імміграції після Другої світової війни; відкриття в Азії нових ринків збуту для австралійського залізняку, бокситів, кам'яного вугілля тощо. З 1950 р. розвідка корисних копалин розширилася. У 1960-х роках були зроблені важливі відкриття, особливо на території докембрійського щита Західної Австралії і в осадових басейнах. У результаті цього вперше з часів золотої лихоманки 1850-х років стався гігантський бум гірничодобувної промисловості. У 1960—2000 рр. видобуток корисних копалин в Австралії постійно розширювався. Фінансування гірничодобувних кампаній здійснювалося за рахунок капіталів Японії, США і Великої Британії, а також самої Австралії. Найактивніша діяльність розгорнулася в Західній Австралії, особливо з видобутку залізняку. У 1980 р. вісім з десяти провідних монополій Австралії були пов'язані з видобутком корисних копалин і використанням природних ресурсів. Перше місце серед них займала компанія ВНР. У кінці 1998 р. вже тільки дві з десяти провідних монополій країни були пов'язані з видобутком корисних копалин і використанням сировини. Серед них ВНР займала четверте місце, а Ріо-Тінто — дев'яте. У кінці XX ст. Австралія входила у п'ятірку найбільших у світі виробників золота, цинку і свинцю, була одним з найбільших виробників і експортерів вугілля, алюмінію, міді, титанової руди, урану, алмазів, опалу, мала розвідані великі запаси нафти і природного газу.
На початку XXI ст. Австралія зберігає свої позиції в гірничій галузі. Вона має високорозвинену вугільну, залізорудну, марганцево-, золото-, нікеле- та титанодобувну, бокситову, вольфрамову, міднорудну, олов'яну, свинцево-цинкову, уранову і гірничохімічну промисловість. Видобувається пірит, тальк, природні бітуми, азбест, циркон, монацит, бісмут, тантал, алмази, будівельна сировина, дорогоцінне та виробне каміння. Австралія є світовим провідним виробником програмного забезпечення виконання гірничих робіт. Гірничодобувна промисловість дає понад 1/3 всієї промислової продукції країни і має експортну спрямованість. Австралійська мінеральна сировина експортується більш ніж в 100 країн світу, в першу чергу — в країни Азії. Австралія сьогодні є одним з найбільших у світі експортером вугілля, залізних руд, бокситів, алмазів, свинцю та цирконового концентрату, урану, золота й алюмінію. Видобуває до 95 % опалу у світі. В кінці XX ст. найбільшою галуззю добувної промисловості є вугільна, на частку кам'яного вугілля припадає 10 % австралійського експорту, другою за значенням є алюмінієва підгалузь.
Гірничо-геологічні кадри готують в 17 університетах усіх штатів країни. Найвідоміші з них — університети Нового Південного Уельсу (Сідней, 1948 р.), Фліндерс (Аделаїда, 1966 р.), Макуорі (Сідней), Монаш (Мельбурн), університет Західної Австралії та ін.